# Masi Oka

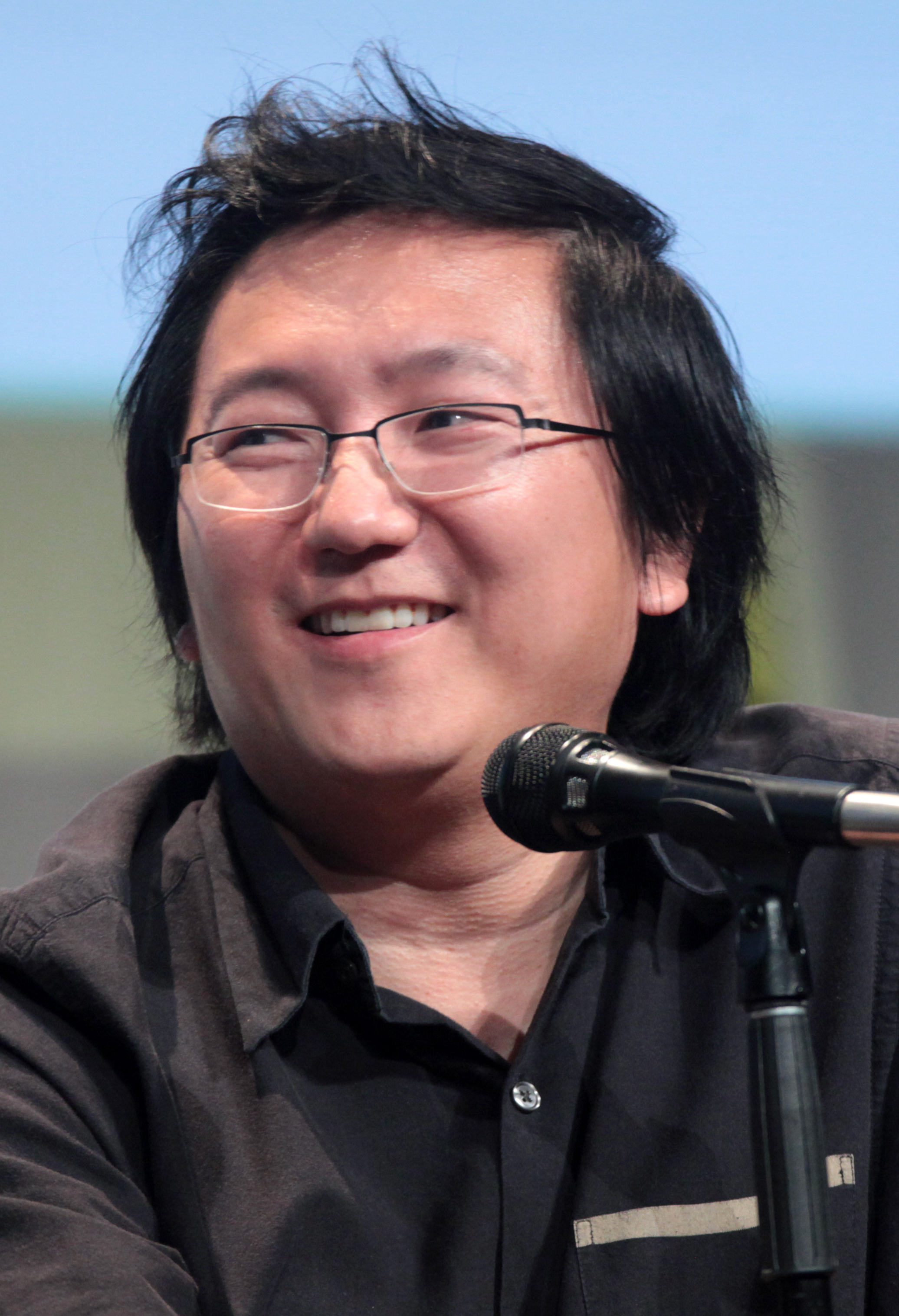
Masi Oka auf der Comic Con (2015)

Masayori „Masi“ Oka (jap. 岡 政偉, Oka Masayori; * 27. Dezember 1974 in Shibuya, Tokio) ist ein japanisch-US-amerikanischer Schauspieler und Visual-Effects-Künstler.

## Leben
Oka wurde am 27. Dezember 1974 in Shibuya, einem Stadtbezirk von Tokio, geboren. Seine Eltern ließen sich einen Monat später scheiden. Im Alter von sechs Jahren zog er mit seiner Mutter nach Los Angeles. 1987 wurde er als Zwölfjähriger auf der Titelseite der Time abgebildet, der Titel lautete: „Those Asian-American WHIZ KIDS“. Als Kind wurde bei ihm ein IQ von 189 ermittelt. Im Jahr 1997 absolvierte Oka mit einem Bachelor of Science die Brown University. Danach arbeitete er für George Lucas’ Firma Industrial Light & Magic, in der Hoffnung, eines Tages einen Oscar für die besten visuellen Effekte zu bekommen.
Ab 2006 verkörperte er in der NBC-Fernsehserie Heroes über vier Staffeln Hiro Nakamura, einen japanischen Büroangestellten, der das Raum-Zeit-Kontinuum krümmen kann. Im Jahr 2007 bekam Oka für diese Rolle den Saturn Award für den besten Nebendarsteller verliehen. Nachdem Oka 2010 in der ersten Staffel der Krimi-Serie Hawaii Five-0 eine wiederkehrende Gastrolle als Gerichtsmediziner Dr. Max Bergman hatte, wurde er 2011 mit der zweiten Staffel zum Hauptdarsteller der Serie befördert. 2016 verließ er die Serie wieder, kehrte aber 2019 für eine Folge der letzten Staffel zurück.

## Filmografie (Auswahl)

### Filme
- 2002: Austin Powers in Goldständer (Austin Powers in Goldmember)
- 2003: Natürlich blond 2 (Legally Blonde 2: Red, White and Blonde)
- 2004: … und dann kam Polly (Along Came Polly)
- 2007: Balls of Fury
- 2008: Get Smart
- 2008: Get Smart: Bruce und Lloyd völlig durchgeknallt (Get Smart's Bruce and Lloyd: Out of Control)
- 2011: Freunde mit gewissen Vorzügen (Friends with Benefits)
- 2013: Jobs
- 2017: Death Note
- 2018: Meg (The Meg)
- 2022: Bullet Train

### Fernsehserien
- 2001: Dharma & Greg (Folge 4x24 Ende der Unschuld (Teil 2))
- 2001: Gilmore Girls (Folge 2x04 Auf und davon)
- 2002: Sabrina – Total Verhext! (Folge 6x20)
- 2002–2004: Scrubs – Die Anfänger (Scrubs, 5 Folgen)
- 2004: Still Standing (Folge 2x14)
- 2005, 2007–2008: Reno 911! (3 Folgen)
- 2007: Without a Trace – Spurlos verschwunden (Without a Trace, Folge 4x17 Angstzustände)
- 2006–2010: Heroes (65 Folgen)
- 2010–2017, 2019: Hawaii Five-0 (103 Folgen)
- 2015–2016: Heroes Reborn (4 Folgen)
- 2018: Mozart in the Jungle (4 Folgen)
- 2023: Blue Eye Samurai